# Ебрајхсдорф
Ебрајхсдорф град је у Аустрији у покрајини Доња Аустрија.

## Становништво
| 1981. | 1991. | 2001. | 2011. |
| ----- | ----- | ----- | ----- |
| 5.607 | 7.353 | 8.788 | 9.976 |

По процени из 2016. у граду је живело 10762 становника.